# Adam Kotula
Adam Ludomir Kotula (ur. 17 listopada 1919 w Poznaniu, zm. 2 lipca 1982 w Krakowie) – polski romanista, historyk sztuki. kustosz Biblioteki Jagiellońskiej (1960–1980).

## Życiorys
W 1938 ukończył naukę w I Państwowym Gimnazjum im. Mikołaja Kopernika w Łodzi. Był członkiem zboru szkolnego. W 1939 wyjechał z Łodzi, angażując się podczas II wojny światowej jako ochotnik do wojsk obrony Warszawy, zostając członkiem grupy rezerwowej. Podczas okupacji, wraz z matką przebywał we wsi Władysławów i był pracownikiem gminy Lipsko nad Wisłą. We Władysławowie angażował się również w działalność w ruchu oporu w Batalionach Chłopskich.
Po wyzwoleniu spod okupacji niemieckiej podjął studia polonistyczne na Uniwersytecie Łódzkim. Na II roku studiów podjął pracę jako asystent na romanistyce. W latach 1945–1947 był wiceprzewodniczącym Związku Polskiej Młodzieży Ewangelickiej w Łodzi i autorem powojennego statutu ZPME. W ramach organizacji należał również do chóru kościelnego. W trakcie studiów na UŁ wyjechał na stypendium do Paryża, gdzie zajmował się twórczością Romain Rollanda. Podczas uczestnictwa w akcji ratowniczej w Alpach francuskich uległ wypadkowi, w wyniku którego przez kilka miesięcy przebywał w szpitalu. Po powrocie do Polski ukończył filologię romańską na Uniwersytecie Jagiellońskim. Jednocześnie poświęcał się studiom z zakresu historii sztuki i specjalizując się w nowożytnej literaturze francuskiej oraz polskiej sztuce XIX i XX wieku. Jako krytyk działał w Grupie Krakowskiej, w ramach której współorganizował wystawy zagraniczne. W latach 1960–1980 pracował jako kustosz Biblioteki Jagiellońskiej, ostatnio jako kustosz Działu Rękopisów.

### Życie prywatne
Był synem ks. Karola Kotuli i Anny z domu Kubisz, córki nauczyciela i poety, Jana Kubisza. Jego bratem był profesor – Tadeusz Kotula. Jego żoną była Ewa Siedlecka-Kotula, artystka graficzka, córka profesora Uniwersytetu Jagiellońskiego – Michała Siedleckiego.
Był luteraninem. Został pochowany na cmentarzu ewangelicko-augsburskim w Warszawie (Sektor: AL12 / Rząd: 1 / Numer: 17).

## Publikacje
Był autorem około pięćdziesięciu artykułów z zakresu historii literatury polskiej i europejskiej. Był autorem opracowań, wstępów i przypisów do kilku tłumaczeń z literatury francuskiej, w tym m.in. Duszy zaczarowanej R. Rollanda. Wraz z Piotrem Krakowskim był autorem siedmiu opracowań dotyczących rzeźby, malarstwa i architektury. Opracowania te zostały 3-krotnie wyróżnione nagrodami Ministerstwa Kultury i Sztuki. Do jego publikacji należą m.in.:
- Architektura współczesna. Zarys rozwoju, Kraków 1967 [współautor: Piotr Krakowski]
- Ilustracje, Państwowe Wydawnictwo Naukowe, 1972
- Kronika nowej sztuki 1855-1960, Kraków 1966 [współautor: Adam Kotula]
- Malarstwo, rzeźba, architektura: wybrane zagadnienia plastyki współczesnej, Warszawa 1972 [współautor: Piotr Krakowski]
- O nowej rzeźbie, Kraków 1961 [współautor: Piotr Krakowski]
- Romain Rolland, Wiedza Powszechna, 1953
- Rzeźba XIX wieku, Kraków 1980 [współautor: Piotr Krakowski]
- Rzeźba współczesna, Kraków 1980 [współautor: Piotr Krakowski]
- Sztuka abstrakcyjna, Warszawa 1973 [współautor: Piotr Krakowski]
- Wojciech Krakowski: wystawa obrazów: kwiecień 1960, Stowarzyszenie Artystów „Grupa Krakowska”, 1960
- Wystawa: "Mikołaj Kopernik: życie i twórczość", 1974

### Przekłady
- André Maurois, Lelia, czyli życie George Sand, Państwowy Instytut Wydawniczy, 1960.